# BONYT JA
BONYT JA（ザ・バンク・オブ・ニューヨーク・トリーティジャスデック・アカウント）は、実質の株主である海外機関投資家の株式を管理している金融機関の名義である。中国の政府系ファンド中国投資と国家外貨管理局によって運営されているとされる投資ファンドといわれている「OD05」名義から「BONYT JA」へと名義替えを行ったと見られている。日本株の時価総額は2013年9月末時点で、メガバンク3社だけでも4,644億円に達している。

## 概要
金融庁の資料によるとBONYT JAが大株主になっている日本の上場企業は170社に達する。常任代理人(窓口となる銀行)は、三菱東京UFJ銀行（カストディ業務部）であることが多いが、みずほ銀行の場合もあり、管理・運用しているのはバンク・オブ・ニューヨーク・メロン。登記された住所はベルギーのブリュッセルだが存在していない。

## 保有株

### 有価証券報告書

#### 東証一部
- 三菱UFJフィナンシャル・グループ - 3位、2.19%（時価総額1,969億7,817円）
- 三井住友フィナンシャルグループ - 4位、2.42%（時価総額1,626億9,187円）
- みずほフィナンシャルグループ - 3位、1.95%（時価総額1,047億3,838円）

#### マザーズ
Kudan

## 参照
- これは経済版「尖閣紛争」だ　三菱東京UFJ・三井住友・みずほ　日本の三大メガバンクが「中国」に乗っ取られた　 | 経済の死角 | 現代ビジネス [講談社]
- ザバンクオブニューヨーク - 保有株の推移 - 金額順 ページ1 | Ullet（ユーレット）